# Tomás Pozzo
Pour les articles homonymes, voir Pozzo.
Tomás Pozzo, né le 27 septembre 2000 à Adrogué en Argentine, est un footballeur argentin qui évolue au poste de milieu offensif au CD Godoy Cruz.

## Biographie

### En club
Né à Adrogué, dans la province de Buenos Aires en Argentine, Tomás Pozzo commence le football avec le club local du Club Atlético Calzada, puis à huit ans il rejoint le CA Banfield avant d'être formé au CA Independiente. Il signe son premier contrat professionnel avec l'Independiente le 30 janvier 2020, le liant au club jusqu'en juin 2022. Lors de cette année 2020 il commence à s'entraîner avec l'équipe première du club.
Pozzo joue son premier match en professionnel avec ce club le 22 novembre 2020, lors d'une rencontre de Copa de la Liga Profesional de Fútbol face au CA Central Córdoba. Il entre en jeu à la place d'Andrés Roa et les deux équipes se neutralisent (0-0 score final). 
Il fait sa première apparition dans le championnat argentin de première division le 21 août 2021, contre le Defensa y Justicia. Les deux équipes se séparent sur un score nul et vierge de zéro à zéro ce jour-là. 
Le 3 mars 2023, Tomás Pozzo prolonge son contrat avec le CA Independiente jusqu'en décembre 2025. Quelques jours plus tard Pozzo se blesse gravement lors d'un entraînement. Touché aux ligaments croisés du genou gauche, l'indisponibilité du milieu de terrain est estimé à six ou huit mois,.